# Wartość krytyczna
Wartość krytyczna {\displaystyle t_{kr}} – wartość odpowiadająca określonemu poziomowi istotności. Wartość krytyczna rozdziela możliwe do uzyskania wyniki testu statystycznego (wartości statystyki testowej) na dwie grupy: wyniki niedające podstaw do odrzucenia hipotezy zerowej i wyniki dające podstawę do odrzucenia hipotezy zerowej.
W przypadku testów jednostronnych, jeśli wartość bezwzględna wyniku testu jest większa od wartości krytycznej to jest to podstawa do odrzucenia hipotezy zerowej na rzecz hipotezy alternatywnej, w przeciwnym wypadku mówimy, że nie ma podstaw do odrzucenia hipotezy zerowej:
{\displaystyle |t_{n}|>t_{kr}\iff t_{n}>t_{kr}\lor t_{n}<-t_{kr}} – odrzucamy hipotezę zerową,
{\displaystyle |t_{n}|<t_{kr}\iff t_{n}<t_{kr}\land t_{n}>-t_{kr}} – nie ma podstaw do odrzucenia hipotezy zerowej.
W przypadku symetrycznych testów dwustronnych wartość krytyczna wyznacza przedział {\displaystyle (-t_{kr};t_{kr}),} z którego wyniki testu nie dają podstaw do odrzucenia hipotezy zerowej. Wartości testu spoza tego przedziału (wartości znajdujące się w obszarze krytycznym) dają podstawę do odrzucenia hipotezy zerowej na rzecz hipotezy alternatywnej.